# Tosia
Genre
Tosia est un genre d'étoiles de mer de la famille des Goniasteridae. Ce genre est endémique d'Australie.

## Description et caractéristiques
Comme certaines autres goniasteridées, ces étoiles sont pentagonales et aplaties, ce qui les fait souvent appeler « étoiles-biscuits ».
Elles ont certaines particularités étonnantes du point de vue de leur reproduction, différentes selon les espèces.

## Liste d'espèces
Ce genre a historiquement connu de nombreuses espèces, mais les études récentes ont prouvé que la plupart étaient redondantes, pour finalement abaisser ce nombre à trois. L'espèce Tosia australis demeure cependant considérée comme un complexe d'espèces.
Selon World Register of Marine Species (6 octobre 2014) :
- Tosia australis Gray, 1840
- Tosia magnifica (Muller & Troschel, 1842)
- Tosia neossia Naughton & O'Hara, 2009

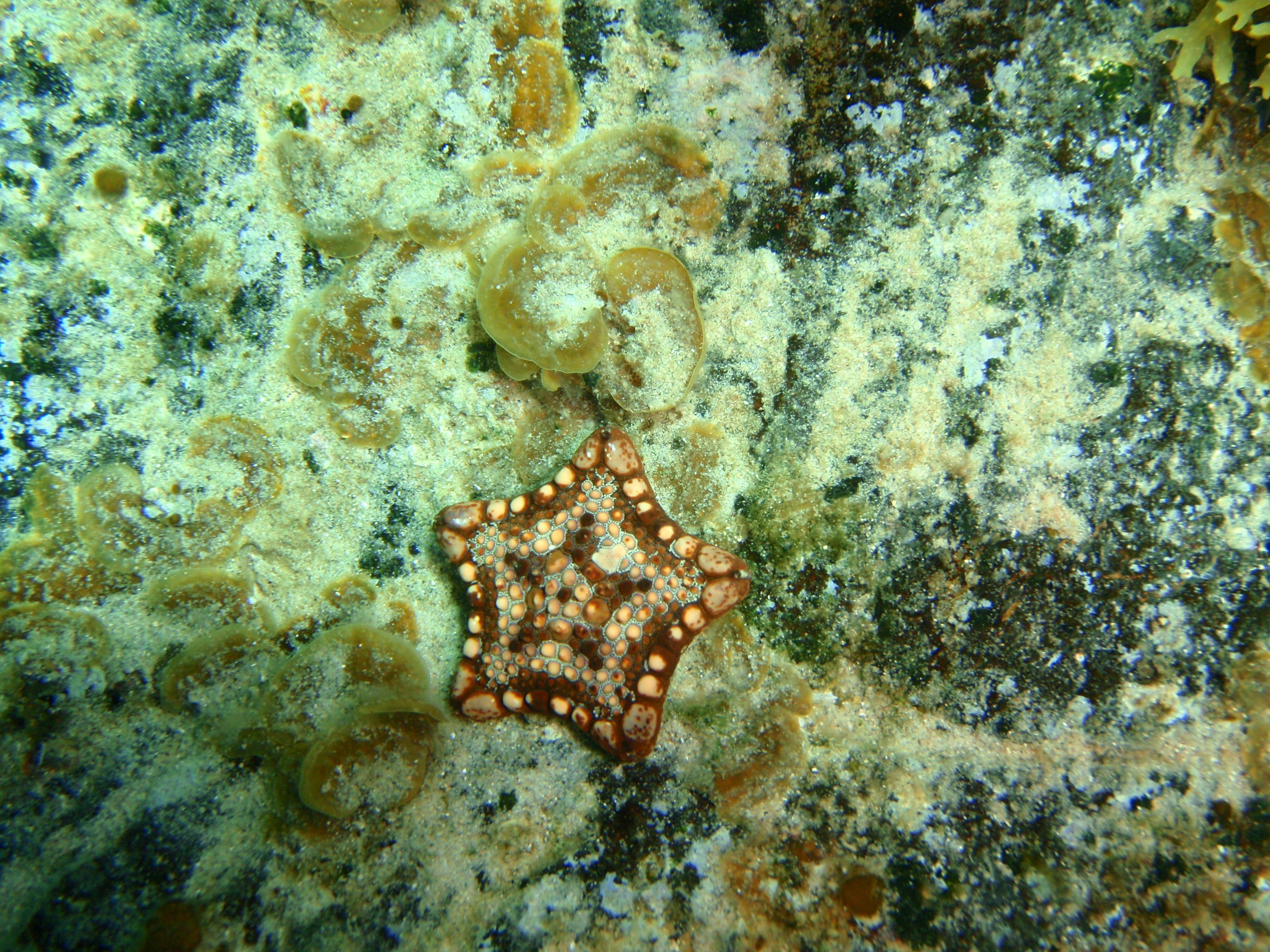
Tosia australis
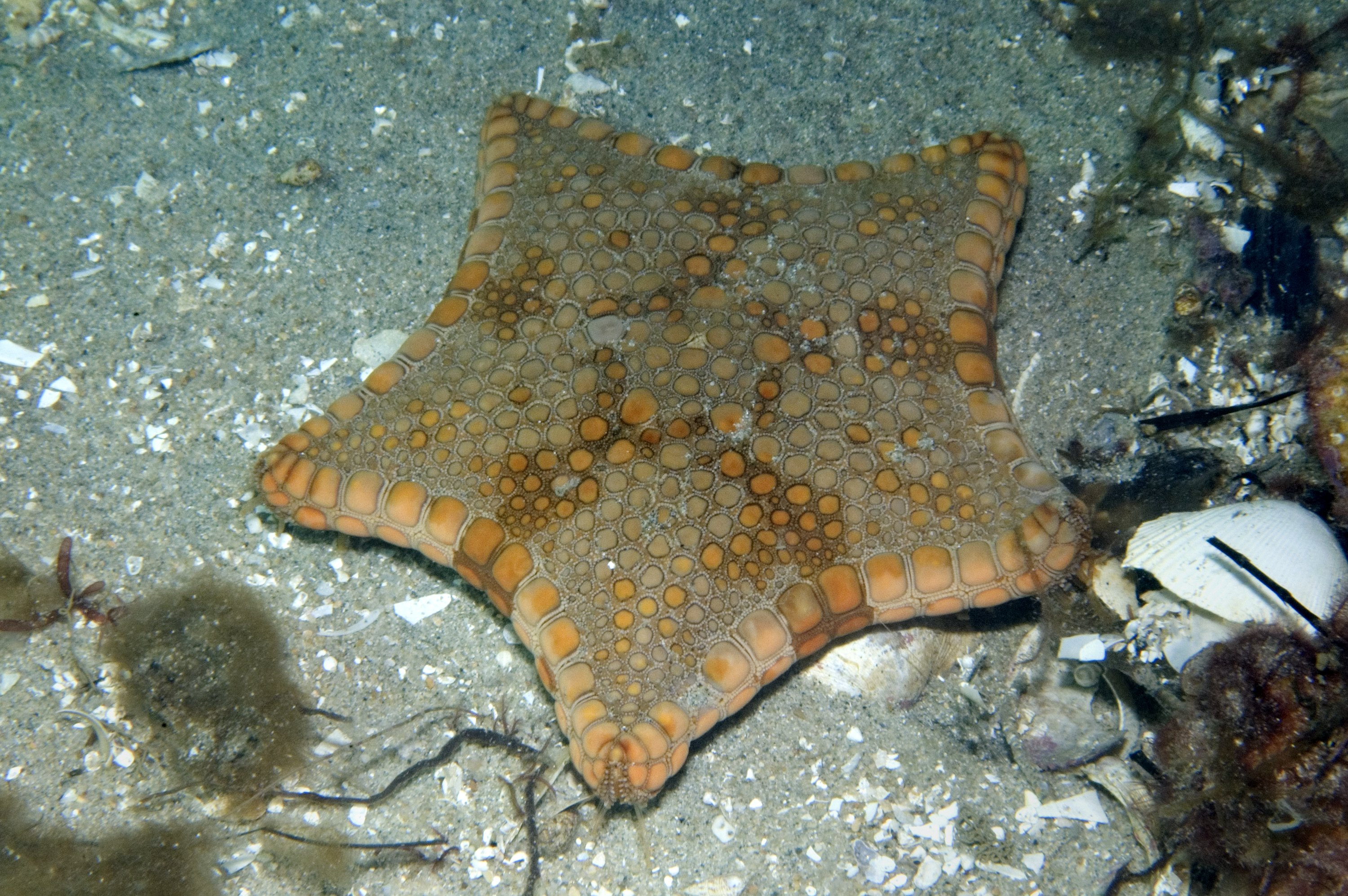
Tosia magnifica
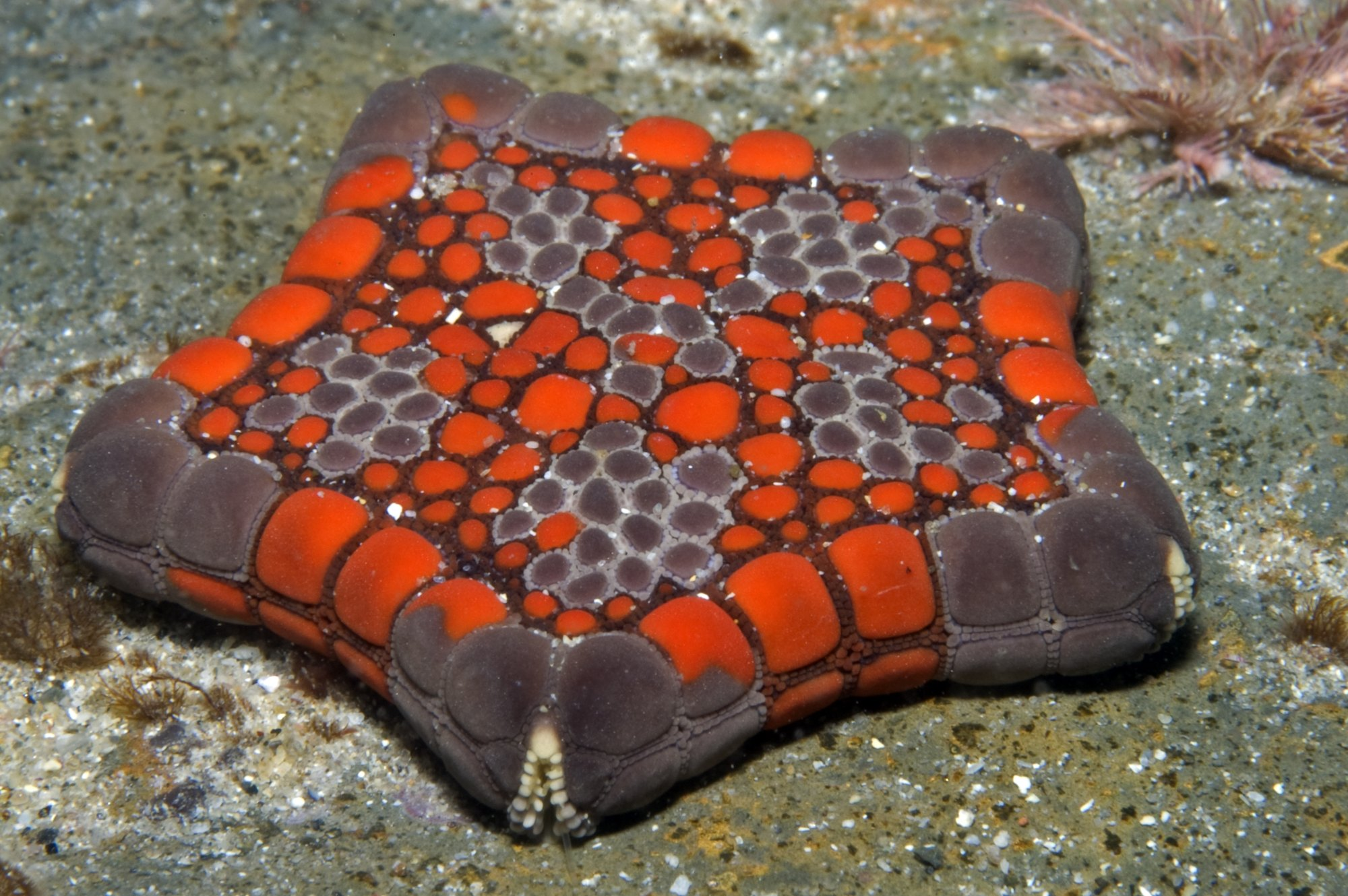
Tosia neossia